# Стожок
Стожок (словац. Stožok) — село в окрузі Детва Банськобистрицького краю Словаччини. Площа села 8,95 км². Станом на 31 грудня 2015 року в селі проживало 1000 жителів.

## Історія
Перші згадки про село датуються 1773 роком.

## Населення
| Рік:            | 1994. | 2004.   | 2014.    | 2024.   |
| --------------- | ----- | ------- | -------- | ------- |
| Кількість осіб: | 720   | 704     | 1000     | 1195    |
| Різниця:        |       | -2,22 % | +42,04 % | +19,5 % |

| Рік:            | 2023. | 2024.   |
| --------------- | ----- | ------- |
| Кількість осіб: | 1162  | 1195    |
| Різниця:        |       | +2,83 % |